# Rent Free
Rent Free er en amerikansk stumfilm fra 1922 af Howard Higgin.

## Medvirkende
- Wallace Reid som Buell Arnister Jr.
- Lila Lee som Barbara Teller
- Henry A. Barrows som Buell Arnister Sr.
- Gertrude Short som Justine Tate
- Lucien Littlefield som 'Batty' Briggs
- Lillian Leighton som Maria Tebbs
- Claire McDowell
- Clarence Geldart som De Mourney